# 锈脉蚊子草
锈脉蚊子草（学名：Filipendula vestita）是蔷薇科蚊子草属的植物。分布于尼泊尔、阿富汗、克什米尔地区以及中国大陆的云南等地，生长于海拔3,000米至3,200米的地区，常生于高山草地或河边，目前尚未由人工引种栽培。